# Massimo Di Cataldo
Massimo Di Cataldo (Roma, 25 aprile 1968) è un cantautore, musicista e produttore discografico italiano.

## Biografia

### Gli inizi
Nato a Roma, sin da giovanissimo si appassiona alla musica e al canto, recita in spot pubblicitari e interpreta piccole parti televisive. Appena adolescente suona diversi strumenti, passione che gli permette di entrare a far parte del circuito musicale underground degli anni ottanta. Diplomato al liceo artistico ed affascinato dal teatro, si fa notare dal regista Mauro Bolognini, che lo vuole per Sogno di una notte di mezza estate. In seguito prende parte alla serie prodotta dalla Rai I ragazzi del muretto, viene scelto tra i protagonisti del film Sabato italiano e il regista Gus Van Sant lo porta sul set di Belli e dannati. Nel 1993 supera la selezione e partecipa al Festival di Castrocaro, dove arriva in finale con il brano Io sto sbroccando per te. In seguito viene messo sotto contratto dalla casa discografica Sony Music.

### Il successo
Nel 1994 partecipa a Sanremo Giovani con la canzone Soli, vincendo le selezioni e arrivando primo nella categoria Cantautori. Nel 1995 partecipa al Festival di Sanremo con il brano Che sarà di me, piazzandosi al secondo posto nella sezione Nuove proposte. Esce quindi il suo primo album, Siamo nati liberi. Il disco viene pubblicato in 35 paesi in lingua italiana, mentre in Spagna e Sud America esce in una versione in lingua spagnola. Alcuni brani vengono firmati con Eros Ramazzotti, Renato Zero ed Enrico Ruggeri.  L'album è prodotto da Phil Palmer, con il quale Di Cataldo instaura un rapporto di collaborazione destinato a durare nel tempo. Inoltre collabora con la Walt Disney, interpretando assieme alla cantante Manù Cortesi il brano Se tu non ci fossi del cartone animato Pocahontas. Dopo un lungo tour europeo, nel 1996 torna al Festival di Sanremo, questa volta nella sezione Big, con la canzone Se adesso te ne vai.  Nello stesso anno esce l'album Anime, che vince tre dischi di platino. Di Cataldo vince Un disco per l'estate con il singolo Con il cuore (cover del brano originale del 1987 Precious Moments dei Climie Fisher) e il Telegatto come "Cantante rivelazione dell'anno". Anime viene pubblicato anche in spagnolo e ristampato in Italia e nel mondo in una seconda versione, con la title track cantata a due voci con Youssou N'Dour.
Dopo un lungo periodo di tour e promozione all'estero, nel 1997 è la volta di Crescendo, il suo terzo lavoro in studio. L'album entra subito ai primi posti delle classifiche di vendita. Nello stesso periodo viene messo on-line il sito internet ufficiale dell'artista, che ottiene numerose recensioni e premi per i contenuti e la grafica. Nel 1998 si dedica ad una tournée invernale nei teatri italiani che prosegue in estate con oltre 50 concerti in tutta Italia. Nello stesso anno si trasferisce in Inghilterra per la produzione dell'album Dieci. Il disco viene interamente realizzato negli studi Real World, e sarà di grande influenza nelle scelte musicali e artistiche future del cantautore, ora anche co-produttore dei suoi lavori. Con il nuovo disco partecipa al Festival di Sanremo 1999, presentando il brano Come sei bella. L'album Dieci è disco d'oro dopo la prima settimana di vendite. In estate partecipa al Festivalbar con Non ci perderemo mai.

### Anni 2000
Nella primavera del 2000 inizia una collaborazione con il produttore e manager David Guido Pietroni, decide di formare una nuova band e debutta con un tour sperimentale, chiamato Live, che arriva fino in Canada, al Wonderland Theatre di Toronto. Nello stesso anno canta la versione inglese della canzone Belle, estratta dal musical Notre-Dame de Paris in occasione della prima a Londra e contenuta nel CD dei più bei brani del musical, pubblicato in Italia per la sua promozione. Successivamente si congeda dalla Sony Music con la raccolta Il mio tempo, pubblicata nell'estate del 2001. A settembre arriva il passaggio alla BMG Ricordi. Nel gennaio 2002 prende parte allo show musicale Beatles Forever, il concerto-tributo al Teatro Sistina di Roma che lo vede interpretare con Alex Baroni le più celebri canzoni dei Fab Four, accompagnati da un'orchestra sinfonica e da una rock band. Nello stesso anno Di Cataldo pubblica l'album Veramente, partecipando al Festivalbar con il brano Come il mare, e fonda la Dicamusica, etichetta discografica ufficialmente iscritta all'AFI, nel cui studio sono state registrate varie produzioni indipendenti, nonché realizzazioni commissionate.
Nel 2003 presta la sua collaborazione per la fiction televisiva Incantesimo nel ruolo di se stesso, interpretando inoltre il brano musicale Angelo mio, e fa parte della giuria alla trasmissione Superstar Tour per Mediaset. Inoltre partecipa come testimonial a numerosi eventi sociali per Unicef, Greenpeace e altre associazioni benefiche in difesa dei diritti umani. Nel 2005 pubblica Sulla mia strada, prodotto da Luca Rustici.
Nel 2006 partecipa al reality musicale Music Farm, arrivando in finale e riscuotendo grande successo. Nello stesso anno esce la doppia raccolta I consigli del cuore. Nel 2008 pubblica, solo su Internet, il nuovo brano Tre metri sotto terra, in polemica con Federico Moccia, autore del romanzo Tre metri sopra il cielo, che ha intitolato il suo libro Scusa ma ti chiamo amore, titolo che richiama quello di un singolo di Di Cataldo del 2005. Nello stesso anno scrive il testo per il singolo Acqua di cielo della band siciliana Velut Luna, prodotto dalla Heinz Music e distribuito dalla Sony. Nel 2009 pubblica Macchissenefrega, primo album con la sua etichetta indipendente (Dicamusica/Edel). In seguito è membro fondatore di Nuovo IMAIE e CAPI European Federation.

### Anni 2010
Nel 2011 e successivo 2012, in occasione del tour estivo, porta in scena lo spettacolo Viaggio al centro dell'universo. Nell'aprile 2012 produce e pubblica il singolo La fine del mondo, una canzone che unisce amore e ironia in un intreccio scaramantico contro le profezie del 2012. In estate la Rai gli affida la realizzazione delle sigle e i commenti musicali per le trasmissioni del nuovo palinsesto del canale digitale Rai YoYo. Le sigle, tra cui La posta di YoYo, cantata da Francesca Di Cataldo con Carolina Benvenga (quest'ultima anche conduttrice del programma), e Buonanotte con le favole di YoYo, composizione musicale ispirata alla tradizione classica, vengono prodotte da Dicamusica. Nel 2013 vince il XVIII Premio Lunezia per l'impegno profuso in difesa dei diritti umani attraverso l'intera produzione artistica. Dal 2014 è testimonial dell'associazione di volontariato dei City Angels. Il 5 febbraio 2014, presso la Sala Pirelli di Milano, sotto il Patronato della Regione Lombardia, viene insignito della carica di Socio Onorario della no-profit internazionale "Senza Veli Sulla Lingua" (per l'abbattimento di qualunque forma di discriminazione culturale, etnica e soprattutto religiosa nei confronti delle donne in particolare), insieme a Nino Benvenuti, Don Mazzi, Daria Pesce, Ronnie Jones, Marcos Vinicius e altri. 
Nel 2015, in occasione dei vent'anni di discografia, pubblica la raccolta Addendum, che contiene versioni alternative e dal vivo di alcune sue note canzoni, insieme all'inedito Un'emozione fantastica. Nel 2016, per celebrare il successo internazionale dopo vent'anni dalla sua pubblicazione, viene realizzato un nuovo video di Se adesso te ne vai in versione acustica. 
Nel 2017 una nuova tournée vede Massimo Di Cataldo impegnato in molti concerti attraverso l'Italia. Il 19 maggio 2017 e il 5 gennaio 2018 escono rispettivamente i singoli Prendimi l'anima e Domani chissà, pubblicati in tutte le piattaforme digitali con l'etichetta Dicamusica. Nel 2018 partecipa alla prima edizione di Ora o mai più, trasmissione su Rai 1 condotta da Amadeus, nella quale duetta con Patty Pravo e presenta il nuovo singolo Ci credi ancora all'amore. A settembre dello stesso anno è uno dei protagonisti nella trasmissione Rai Tale e quale show, condotta da Carlo Conti. Nel 2019 esce Dal profondo, il suo nuovo album di inediti, prodotto insieme ad Alessio Pizzotti e Ingo Peter Schwartz ed anticipato dal singolo Non ti accorgi.

### Anni 2020
A marzo del 2020 Di Cataldo pubblica con un collettivo di artisti Il mondo, canzone portata al successo da Jimmy Fontana negli anni sessanta. Il progetto intende sostenere le iniziative di solidarietà promosse dal Nuovo IMAIE nei confronti degli artisti che hanno dovuto annullare i propri impegni lavorativi a causa dell'emergenza Coronavirus. A febbraio del 2021 esce il nuovo singolo C'è bisogno di credere, brano nato dalla necessità di comunicare le emozioni vissute nel periodo incerto della pandemia. 
Nel 2021 partecipa alla prima edizione del programma televisivo Star in the Star su Canale 5, sotto la maschera di Elton John. Nello stesso anno, fino ad aprile del 2022, si cimenta come conduttore televisivo per il programma Il Massimo in cucina, che viene trasmesso per tre stagioni sul canale Alma TV.
Nel 2023, in occasione dei trent'anni di carriera, pubblica una raccolta dei suoi maggiori successi intitolata 30 anni insieme, che contiene il nuovo singolo Una canzone brutta con la partecipazione di Andrea Agresti. Nello stesso anno collabora con il gruppo musicale cileno Natalino, insieme al quale ripropone il singolo Se adesso te ne vai nella versione spagnola Si dices que te vas, che entra nelle classifiche di numerosi paesi sudamericani. Inoltre prende parte a due edizioni speciali della trasmissione Tale e quale show, trasmesse in occasione del Natale e del Festival di Sanremo.

## Discografia

### Album in studio
- 1995 – Siamo nati liberi
- 1996 – Anime
- 1997 – Crescendo
- 1999 – Dieci
- 2002 – Veramente
- 2005 – Sulla mia strada
- 2009 – Macchissenefrega
- 2019 – Dal profondo

### Raccolte
- 2001 – Il mio tempo
- 2006 – I consigli del cuore - Raccolta 1994-2006
- 2015 – Addendum
- 2023 – 30 anni insieme
- 2024 – 30 anni insieme Vol. 2

### Singoli
- 1994 – Soli
- 1995 – Che sarà di me
- 1995 – Una ragione di più[2]
- 1995 – Liberi come il sole
- 1995 – Fine corsa[3]
- 1996 – Se adesso te ne vai
- 1996 – Con il cuore
- 1996 – Anime (Rou) (feat. Youssou N'Dour)
- 1997 – Camminando
- 1997 – Cosa rimane di noi
- 1998 – Sole
- 1998 – Senza di te
- 1999 – Come sei bella
- 1999 – Non ci perderemo mai
- 1999 – Solo se ci sei tu
- 2001 – Il mio tempo
- 2002 – Come il mare
- 2002 – Le tue parole
- 2002 – Veramente
- 2005 – Scusa se ti chiamo amore
- 2005 – Il nostro caro angelo
- 2005 – Caterina
- 2006 – Fragile
- 2006 – Più grande del cielo
- 2009 – Gente perbene
- 2009 – Schegge di luce
- 2010 – Universo
- 2012 – La fine del mondo
- 2013 – Se io fossi un angelo
- 2015 – Un'emozione fantastica
- 2017 – Prendimi l'anima
- 2018 – Domani chissà
- 2018 – Ci credi ancora all'amore
- 2019 – Con il nastro rosa
- 2019 – Non ti accorgi
- 2019 – C'è qualcuno
- 2020 – Il mondo[4]
- 2021 – C'è bisogno di credere
- 2023 – Una canzone brutta (con Andrea Agresti)
- 2024 – Più che mai

### Collaborazioni
- 1995 – Se tu non ci fossi (con Manù)[5]
- 2000 – Belle (con Erkan Aki e Joss)[6]
- 2005 – Gia ekato zoes akoma (Per altre cento vite ancora) (con Antonis Remos)
- 2010 – Unexpected (con Olen Cesari)
- 2015 – Tribute to Alessandro Bono (con artisti vari)
- 2023 – Si dices que te vas (con Natalino)

## Filmografia
- I ragazzi del muretto – serie TV, 2 episodi (Rai 2, 1991-1993)
- Belli e dannati (My Own Private Idaho), regia di Gus Van Sant (1991)
- Sabato italiano, regia di Luciano Manuzzi (1992)
- Pazza famiglia – serie TV, 1 episodio (Rai 1, 1995)
- Incantesimo – soap opera, 1 episodio (Rai 2, 2003)

## Programmi televisivi
- Superstar Tour (Italia 1, 2003)[7]
- Music Farm (Rai 2, 2006)[8]
- Ora o mai più (Rai 1, 2018)[8]
- Tale e quale show (Rai 1, 2018)[8]
- Tale e quale show - Il torneo (Rai 1, 2018-2019)[8]
- Il Massimo in cucina (Alma TV, 2021-2022)[9]
- Star in the Star (Canale 5, 2021)[8]
- Natale e quale - Speciale Telethon (Rai 1, 2023)[8]
- Tale e quale Sanremo (Rai 1, 2024)[8]

## Premi
- 1994 – Primo posto a Sanremo Giovani con il brano Soli
- 1995 – Secondo posto sezione Nuove proposte al Festival di Sanremo con il brano Che sarà di me
- 1996 – Vincitore di Un disco per l'estate con il brano Con il cuore
- 1996 – Telegatto come miglior rivelazione dell'anno
- 2013 – Premio Lunezia Menzione Antologica per il valore musical-letterario del brano Se adesso te ne vai